# Hohoe (stad)
Hohoe is een plaats in Ghana (regio Volta). 
| Jaar | Inwoners |
| ---- | -------- |
| 2000 | 35.277   |
| 2012 | 56.202   |